# Léon Crouslé
François-Léon Crouslé, dit Léon Crouslé en tant qu’auteur et François Crouslé en tant qu’enseignant, né à Paris le 29 mai 1830 où il est mort le 4 mars 1903, était un universitaire français spécialiste de Fénelon, Bossuet et Voltaire. Il fut professeur de rhétorique à la faculté des lettres de Paris et défendit la place de la rhétorique française dans l’enseignement littéraire contre la volonté d’autres universitaires réformateurs comme Ernest Renan.

## Biographie
Troisième d'une famille de cinq enfants, son père est employé d'une compagnie d'assurance. Il fait ses études à l'institution Fayard puis au lycée Charlemagne.
Léon Crouslé entre second à l’École normale supérieure en 1850, il est licencié ès lettres en 1851, puis est agrégé des lettres en 1856. En 1858, il épouse Pauline Boucley, avec laquelle il aura trois enfants.
Le 16 janvier 1864, il soutient ses deux thèses de doctorat ès lettres à la Faculté de Paris. La première, en français, s'intéresse à Lessing et au goût pour le français en Allemagne. La deuxième, en latin, traite des "questions naturelles" de Sénèque.
Chargé de Rhétorique dans plusieurs lycées de province (Tarbes en 1853, Laval en 1855, Limoges en 1856) puis professeur de Rhétorique (Angoulême en 1857, Rouen en 1858), il enseigne ensuite au lycée Louis-le-Grand (professeur divisionnaire de 3e 1860) et au lycée Charlemagne (1861), avant de devenir professeur suppléant de Rhétorique au Lycée Napoléon (1864).
Il est nommé maître de conférences à l’École normale supérieure en 1874.
En 1879, il devient professeur d'éloquence française à la Faculté des lettres de Paris.
Il est fait chevalier de la Légion d'honneur en 1872 puis officier en 1895.
Il contribua à l'Association pour l'enseignement secondaire des jeunes filles avec un cours de littérature française, prêta son concours à la Société des humanistes français et siégea au conseil d'administration de la Société de l'histoire littéraire de la France.
Il a collaboré avec plusieurs revues telles que la Revue de l'instruction publique, les Annales de philosophie chrétienne, Féminisme chrétien et le Moniteur universel.

## Publications
Œuvres
- De L. Annaei Senecae ″Naturalibus quaestionibus″ thesim proponebat Facultati litterarum Parisiensi L. Crouslé, Parisiis, apud Durand, 1863, in-8°, 160 p. disponible en ligne
- Lessing et le goût français en Allemagne, thèse présentée à la Faculté des lettres de Paris, Paris, A. Durand, 1863, in-8°, VIII-448 p. disponible en ligne
- Fénelon et Bossuet, études morales et littéraires, Paris, H. Champion, 1894, 2 vol. in-8° disponible en ligne
- La Vie et les œuvres de Voltaire, Paris, H. Champion, 1899, 2 vol. in 8°
- Bossuet et le protestantisme, étude historique, Paris, H. Champion, 1901, in-8 ̊, XIV-289 p. disponible en ligne
- De l'Union dans la société française, Paris, H. Champion, 1901, in-18, XXIII-267 p.

Éditions de textes
- Lessing (Gotthold Ephraim), Dramaturgie de Hambourg, traduction de M. Ed. de Suckau, revue et annotée par M. L. Crouslé, avec une introduction par M. Alfred Mézières, Paris, Didier, 1869, in-8°, XLII-473 p., la 2e éd. (1873) est en ligne sur Gallica
- Lucrèce, De la Nature, traduction nouvelle avec un texte revu d'après les travaux les plus récents, par L. Crouslé, Paris, Bibliothèque Charpentier, 1871, in-16, XXVII-467 p.
- Homère, L'Iliade, traduction de Mme Dacier. Nouvelle édition revue, corrigée et précédée d'une introduction par M. Crouslé, Paris, Garnier, 1872, in-18, XX-514 p.
- Homère, L'Odyssée, traduction de Mme Dacier. Nouvelle édition revue et corrigée par M. Crouslé, suivie des petits poèmes attribués à Homère, traduits par Dugas-Montbel, Paris, Garnier frères, 1872, in-18
- Lucrèce, De rerum natura, excerpta e libris VI. Extraits... avec une introduction, un commentaire critique et des notes par L. Crouslé, in-12, (1873), traduction reprise récemment dans la collection « Les trésors de la littérature »  (ISSN 1251-5264), Paris, le Grand livre du mois, 1995, 241 p.
- Plaute, La Marmite, comédie traduite sur le texte de notre édition classique par M. L. Crouslé, Paris, E. Belin, 1875, in-12, 48 p.
- Plaute, ″T. Macci Plauti Aulularia″. La Marmite, comédie, édition classique, avec une introduction et des notes, par M. L. Crouslé,... Paris, E. Belin, 1875, in-12, 71 p.

Ouvrages à caractère pédagogique
- Éléments de la grammaire française, rédigés pour les premières classes, Paris, Vve E. Belin et fils, 1884, in-12, VII-159 p.
- Grammaire de la langue française, Paris, Vve E. Belin et fils, 1888; 3 vol. in-12 ((1.) Cours élémentaire, VII-128 p. ; (2.) Cours moyen, VII-159 p. ; (3.) Cours supérieur, XXVIII-455 p.)
- Éléments de versification française, annexe à la « ″Grammaire, cours supérieur″ », Paris, Belin frères, 1891, in-12, 82 p.
- Questions sur la réforme de l'orthographe, Paris, Belin frères, 1893, in-8°, 24 p.

Conférences, discours et notices
- Jeanne d'Arc dans la poésie dramatique, conférence du 24 décembre 1866, Paris, impr. de V. Goupy, 1867, in-8°, 36 p. ("Soirées littéraires et scientifiques de la Sorbonne")
- Faculté des lettres de Paris. Cours d'éloquence française. Leçon d'ouverture, 15 décembre 1877, Paris, impr. de A. Derenne, 1878, in-8°, 16 p.
- M. Désiré Nisard, Paris, aux bureaux de « l'Instruction publique », 1888, in-8°, 16 p.
- Les Prosateurs français au XIXe siècle, leçon d'ouverture du cours de M. Crouslé à la Sorbonne, 1888-1889, Paris, aux bureaux de « l'Instruction publique », 1889, in-8°, 19 p.
- Du pessimisme dans la poésie, Paris, A. Faivre et H. Teilhard, 1894, in-16, 48 p. (« Conférences (Ligue contre l'athéisme) » ; 12)
- Discours... prononcé à la distribution des prix du Collège Stanislas, le 31 juillet 1897, Paris, impr. de Noizette, 1897, in-8°, 15 p.

Préfaces
- Piron (Aimé, 1640-1727), Poèmes bourguignons..., Avec une préface par M. L. Crouslé,... Dijon, chez tous les libraires, 1886, in-16, XVI-63 p.
- Faure (Jean-Baptiste, Abbé), Au pied de l'échafaud, souvenirs de la Roquette,... précédé d'une notice sur l'abbé Faure par L. Crouslé,... Paris, M. Dreyfous et M. Dalsace, (1896), in-18, 369 p., portraits et fac-similés.
- Manuel de géographie descriptive, historique et sociale de la France... par Paul Champion,... avec une introduction de M. L. Crouslé,... Paris, H. Champion, 1896, in-12.

Notes de cours
- Psichari (Jean), François-Léon Crouslé. Littérature française : Sermons de Bossuet., notes de cours manuscrites (16/12/1879-04/05/1880), conservées à la Bibliothèque interuniversitaire de la Sorbonne disponibles en ligne.